# 金宇澄
金宇澄（1952年—），曾名金舒舒，男，祖籍江苏吴江黎里，生于上海，中华人民共和国作家。现任《上海文学》执行主编。

## 生平
金宇澄出生于上海，在陕西南路63弄的洋房长大。小学就读于没有固定校址的瑞金路上的某個小学。1969年，金宇澄作为知青，前往黑龙江省嫩江上山下乡八年，向留守农场的刑满释放者学习农业生产。1977年病退回沪，成为里弄钟表厂的工人。1985年开始写作。2021年，金宇澄展览作画。他用丙烯、水彩等画材勾勒出了老上海的街坊里弄、屋棱瓦片，街角商店，以及建筑的变迁。

## 作品
代表作《迷夜》、《洗牌年代》、《碗》、《方岛》、《轻寒》、《繁花》、《回望》等。

### 长篇小说
- 《繁花》2012上海文艺出版社。借由数十位普通人的闲话，描绘出1960年代到90年代初，上海的时局变迁及市场大潮下的物欲横流、活色生香。

### 传记文学
- 《回望》2017广西师范大学出版。該書以三種不同的敘事角度，講述了金宇澄父母輩的故事，也是他們那個時代人們的故事。

### 中短篇小说
- 《迷夜》1992百家出版社。收入13篇小说：失去的河流、方岛、光斑、风中鸟、异乡、譬喻、苍凉纪念日、迷夜、九重套盒、标本、冬末•漫长的宿怨、欲望、轻寒”。
- 《洗牌年代》2006文汇出版社。《繁花 》素材本。洗牌――为求更多更快的变化，替换原有的应对顺序。
- 《方岛》2018上海人民出版社。包含九个短篇小说：譬喻、欲望、不死鸟传说、方岛、标本、风中鸟、童话、夜之旅、冬末·漫长的宿怨。
- 《轻寒》中篇小说2018上海人民出版社。《轻寒》讲述的是沦陷时期江南小镇的生活。
- 《碗》2018上海人民出版社。以非虚构和虚构两种手讲述了同一个故事，靠前部分，即此书的主要部分，是纪实描绘，而第二部分是基于此故事写成的小说。

## 奖项和荣誉
首届央视“中国好书”、首届鲁迅文化奖、第二届施耐庵文学奖、第十一届华语文学传媒大奖年度小说家奖、第九届茅盾文学奖得主。
2012年发表由上海土话写的长篇小说《繁花》，获得2012年度中国小说排行榜长篇小说第一名、2013年首届鲁迅文化奖年度小说奖、第二届施耐庵文学奖、第九届茅盾文学奖等奖项。